# David Hablützel
Pour les articles homonymes, voir Hablützel.
David Hablützel ou Dave Hablützel, né le 24 avril 1996, est un snowboardeur suisse. Il a participé aux Jeux olympiques d'hiver de 2014 à Sotchi, où il décroche la cinquième place à 17 ans, et aux Jeux olympiques d'hiver de 2022 à Pékin.
Il crée en 2018 avec trois amis une entreprise, Teal, qui fabrique depuis 2020 des chaussettes composées en partie de déchets en plastique de l'océan,,.